# پانالا ۱
پانالا ۱ (به لاتین: Pannala I) یک منطقهٔ مسکونی در سری‌لانکا است که در استان مرکزی (سری‌لانکا) واقع شده‌است.